# Calle Jay–MetroTech (metro de Nueva York)
La Calle Jay–MetroTech es una estación en la línea de la Calle Fulton y la línea Culver del Metro de Nueva York de la B del Independent Subway System (IND). La estación se encuentra localizada en Downtown Brooklyn entre la Calle Jay y la Calle Willoughby. La estación es servida por los trenes del servicio ,  y .